# U vreme Poni Ekspresa
U vreme Pony Expressa je 82. epizoda strip serijala Ken Parker. Objavljena je premijerno u Srbiji u br. 2. specijalnog izdanja Ken Parkera izdavačke kuće System Comics u oktobru 2006. godine. Sveska je koštala 120 dinara (1,75 $; 1,45 €). Epizodu je nacrtao Ivo Milazzo, a scenario napisao Đankarlo Berardi. Sveska je imala ukupno 192 strane, a epizoda 180 strana. (Na početku sveske nalazi se tekst Renata Dženovezea pod nazivom "Prijatelj zvani konj".)

## Originalna epizoda
Originalna epizoda objavljena je premijerno u Italiji pod naslovom Ai tempi del Pony Express u specijalnom izdanju u januaru 1997. godine. Cena  sveske iznosila je 5.000 lira.

## Kratak sadržaj
Ovo je epizoda iz Kenove mladosti. Radnja se dešava u Kenovom rodnom mestu Bufalu, Vayoming 1861. godine, kada je Ken bio mladić od 17 godina. Ken živi život punim plućima -- bavi se lovom, kroti divlje konje i ima seksualnu aferu sa komšinicom koja je starija od njega.

## Značaj epizode
U ovoj epizodi saznajemo nekoliko detalja važnih za razumevanje Kenovog lika iz kasnijeg perioda.
Kenova duga puška je zapravo puška njegovog dede koju je Ken koristio za lov. Na početku epizode Ken lovi tetreba iz zabave, ali ga otac upozorava da je dozvoljeno loviti samo da bi se preživelo. Ken se žali na pušku, tvrdeći da ona više liči na dečju igračku s kojom "ne može ništa da se pogodi". Ken je kasnije potpuno promenio odnos prema ovom oružju (LMS510), tvrdeći kako je preciznost zamena za modernost. Otac na kraju epziode Kenu poklanja pušku koju je Ken nosi kao porodičnu uspomenu ceo život.
Otac Kenu zamera da bi sa 17 godina već trebalo da nađe "neki ozbiljan posao", što je problem koji Ken pokušava da reši ceo svoj život.
Ken ima seksualnu aferu sa komšinicom Džejn koja je udata i starija od njega. Prema rečima samog Kena, njegov odnos sa Džejn predstavlja inicijaciju u seks.
Ken u ovoj epizodi napušta porodicu jer ne može da izdrži neprekidne svađe roditelja. U Bafalo se vraća tek mnogo godina kasnije (opisano u LMS-543). Moguće je da su ove neprekidne svađe uticale na Kenovu odluku da nikada ne zasnuje sopstvenu porodicu. Njegovo opraštanje od mlađeg brata Bilija identično je opraštanju sa Pat O Šejn (opisano u LMS-481.)
U prolazu saznajemo da se Kenov otac Džed Parker kandidovao za lokalnog šerifa, što takođe objašnjava kenovu kasniju sklonost da preuzima ulogu šerifa (LMS-433) i deli pravdu po cenu života čak i u slučajevima koji ga se lično ne dotiču (vidi poslednju epizodu Kamo jutro pružilo se).

## Likovi iz mladosti koji se pojavljuju u ranijim epizodama
Kenovi otac i majka, kao i najbolji prijatelj iz mladosti Dik Eliot pojavljuju se pre ove epizode u epizodi Aveti prošlosti (LMS-543) u kojoj se Ken vraća u Bufalo posle dužeg odsustva.

## Inspiracija
Neki kadrovi (1. kadar na str. 12, četvrti kadar na str. 138 i šesti kadar od pag.172) inspirisani su radovima Frederica Remingtona (1861-1909), američkog slikara, kipara i ilustratora, i Harolda Ron Schmidta.